# VSV Oelsnitz
Der Volleyball-Sport-Verein Oelsnitz e. V. ist ein deutscher Volleyballverein mit Sitz in der sächsischen Kreisstadt Oelsnitz im Vogtlandkreis.

## Geschichte
Der Verein hat seine Ursprünge in der im April 1971 geschaffenen Familiensportgruppe innerhalb der BSG Einheit Oelsnitz. Im Jahr 1986 stieg die erste Männer-Mannschaft in die Bezirksklasse auf. Im Jahr 1990 ging die Abteilung in den heutigen VSV als eigenständigen Verein auf. In der Saison 1994/95 befand sich die erste Männer- wie auch die Frauen-Mannschaft in der Bezirksliga. Im Jahr 1999 stieg die erste Frauen-Mannschaft in die Landesklasse auf. Im Folgejahr gelang in dieser Liga dem Männer-Team der Meistertitel, was den Aufstieg in die Sachsenliga mit sich brachte. Im Jahr 2004 wurde die Mannschaft auch hier Meister und stieg in die Regionalliga auf. Nach einem Abstieg des Frauen-Teams wurde man in der Bezirksliga im Jahr 2005 wieder Meister und kehrte in die Sachsenklasse zurück. Bereits ein Jahr später schloss sich diese Mannschaft jedoch dem TSV Plauen an. Daraufhin war die Mannschaft ab dem nächsten Jahr in der Bezirksliga Chemnitz als erste Frauen-Mannschaft aktiv. Bereits 2008 gelang der Mannschaft der Aufstieg in die Landesklasse. Von hier ging es im kommenden Jahr in die Sachsenliga. Die Männer-Mannschaft schaffte es 2012 erstmals in die neue Dritte Liga aufzusteigen. Der Frauen-Mannschaft gelang zudem der Aufstieg in die Regionalliga.
Mit 2:30 Punkten war nach der Saison 2012/13 jedoch direkt wieder Schluss und die Mannschaft stieg als Tabellenletzter direkt wieder ab. Zur Saison 2017/18 kehrte der Verein mit seinem Männer-Team noch einmal in die dritthöchste Spielklasse zurück. Aber auch diesmal gelang mit 21 Punkten nur der zehnte Platz, was den direkten Wiederabstieg bedeutete. Somit spielt die Mannschaft bis heute weiter in der Regionalliga Ost.